# Bluenose Lake
Bluenose Lake är en sjö i Kanada.   Den ligger i territoriet Nunavut, i den centrala delen av landet, 3 600 km nordväst om huvudstaden Ottawa. Bluenose Lake ligger 558 meter över havet. Arean är 440 kvadratkilometer. Den sträcker sig 56,2 kilometer i nord-sydlig riktning, och 17,1 kilometer i öst-västlig riktning.
Trakten runt Bluenose Lake är nära nog obefolkad, med mindre än två invånare per kvadratkilometer.